# Lịch sử Angola
Angola là một quốc gia ở tây nam châu Phi. Từ Angola có nguồn gốc từ Kimbundu. Từ quan điểm khảo cổ học, lịch sử Angola bắt đầu từ thời đại đồ đá cũ.

## Lịch sử ban đầu
Con người lần đầu tiên bắt đầu sống ở Angola ngày nay trong thời cổ đại và thời đại mới. Điều này có thể được xác nhận trong các sa mạc Luanda, Congo và Namib.
Văn hóa cổ đại sớm nhất chính là người San. Vào khoảng đầu thế kỷ 6, người Bantu bắt đầu di chuyển từ phía bắc. Họ đã có công nghệ Kim loại, Gốm và Nông nghiệp.
Thực thể chính trị sớm nhất trong khu vực là Vương quốc Congo. Nó xuất hiện vào thế kỷ 13, với Gabon ở phía bắc, sông Cuangza ở phía nam, Đại Tây Dương ở phía tây và Sông Congo ở phía đông. Vương quốc Congo được chia thành sáu tỉnh và có một số quốc gia liên kết.

## Thời kỳ thuộc địa
Năm 1482, hạm đội Bồ Đào Nha do Diogo Cão chỉ huy đã đến Congo. Ông đã khám phá bờ biển phía tây bắc của Angola ngày hôm nay vào năm 1484. Năm 1575, với Paul Dias de Novois đưa hàng trăm gia đình thuộc địa và hơn 400 chiến binh, Bồ Đào Nha đã thành lập một thuộc địa ở Angola. Trung tâm của thuộc địa là Luanda, được xác nhận vào năm 1605.
Việc buôn bán nô lệ không bị bãi bỏ cho đến năm 1836.
Nó được chia thành một trong phân cấp hành chính Bồ Đào Nha vào năm 1951 và trở nên độc lập vào ngày 11 tháng 11 năm 1975.

## Nội chiến
Năm 1975, Phong trào Nhân dân Giải phóng Angola (tiếng Bồ Đào Nha: Movimento Popular de Libertação de Angola, viết tắt là MPLA') được Liên Xô và Liên minh Quốc gia ủng hộ vì sự độc lập hoàn toàn của Angola được ủng hộ bởi Hoa Kỳ và chính phủ Nam Phi (tiếng Bồ Đào Nha: União Nacional para a Independência, được gọi là UNITA), nổ ra trong cuộc nội chiến. Kết quả là, MPLA chiến thắng trong chiến thắng và kiểm soát quyền lực chính trị. Từ đó trở đi, chính phủ Anh và Liên Xô sẽ thành lập một liên minh và thực hiện chế độ độc tài độc đảng.
Vào ngày 20 tháng 5 năm 1977, một cuộc đảo chính toan tính đã nổ ra ở Angola. Điều này dẫn đến sự trả thù từ chính phủ và quân đội Cuba. Điều này đã gây ra hàng chục ngàn cái chết, bao gồm cả các thành viên của cựu vương Nito Alves. Alves bị tra tấn và giết chết.
Năm 1979, ông José Eduardo dos Santos trở thành tổng thống.
Năm 1990, chính phủ Anh quyết định từ bỏ đường lối xã hội chủ nghĩa và năm sau để giới thiệu một hệ thống chính trị đa đảng. Vào tháng 5 năm 1991, MPLA và UNITA đã ký một thỏa thuận hòa bình với sự can thiệp của Bồ Đào Nha. Tuy nhiên, trong cuộc bầu cử quốc hội năm 1992, Phong trào Nhân dân và UNITA lại nổ ra. Với sự can thiệp của Liên Hợp Quốc, hòa bình đã được khôi phục vào tháng 11 năm 1994, nhưng thật không may, cuộc nội chiến lại nổ ra vào năm 1998.
Vào ngày 4 tháng 4 năm 2002, hai bên đã ký một thỏa thuận đình chỉ, và người đứng đầu UNITA, Savibi, cũng qua đời vào tháng 2 năm 2002, và cuộc nội chiến kéo dài 27 năm đã chính thức chấm dứt.